# KeyCorp
KeyCorp — американская финансовая холдинговая компания. Основной структурой холдинга является KeyBank, работающий в 15 штатах США, его сеть насчитывает более тысячи отделений и 1386 банкоматов. Входит в двадцатку крупнейших банков США.

## История
Старейший предшественник, Commercial Bank of Albany, был основан в 1829 году в Олбани, штат Нью-Йорк. В 1971 году он объединился с другим банком этого штата, Trust and Deposit Company of Onondaga. В 1979 году объединённый банк сменил название на Key Bank Inc, через 6 лет на основе банка был создан холдинг KeyCorp. В 1973 году банк возглавил Виктор Райли мл. (англ. Victor J. Riley, Jr.), он занимал посты президента и генерального директора более 20 лет. В 1970-е и в начале 1980-х годов банк рос за счёт поглощения небольших банков на северо-востоке США, но с 1985 года начал наращивать присутствие в северо-западных штатах (Вайоминг, Айдахо, Юта, Аляска, Орегон), ожидая их экономический подъём от торговли с Азией. С 1985 по 1990 год активы KeyCorp выросли с 3 до 15 млрд долларов, отделения в основном открывались в небольших городах, чтобы избежать конкуренции с крупными банками.
В 1994 году произошло слияние с Society Corporation, основанной в 1849 году; название объединённой корпорации было сохранено KeyCorp, но штаб-квартира переместилась в Кливленд (Огайо), где до этого базировалась Society Corporation. Society был 25-м крупнейшим банком США, а Key был 29-м, после слияния они вышли на 10-е место, хотя и ненадолго; отделения Society, расположенные на среднем западе страны, заполнили разрыв между северо-восточной и северо-западной частями сети KeyCorp. Виктор Райли стал председателем и генеральным директором, а глава Society, Роберт Гиллеспи (Robert W. Gillespie) занял пост президента (с сентября 1995 года Гиллеспи стал единоличным главой корпорации).
В 2001 году руководство корпорацией перешло к Генри Мейеру (Henry Meyer), а в 2011 году KeyCorp стала первой из крупных банковских корпораций, назначившей председателем совета директоров женщину, Элизабет Муни. В июле 2016 года KeyCorp приобрела First Niagara Bank, стоимость сделки составила $4,1 млрд; покупка укрепила позиции корпорации на северо-востоке США, в частности позволила выйти на рынок штата Пенсильвания.

## Руководство
Главой корпорации с мая 2020 года является Кристофер Горман (Christopher M. Gorman).

## Деятельность
На 2020 год около двух третей активов KeyCorp составляют выданные кредиты ($101 млрд из $170 млрд), причём преобладают коммерческие кредиты ($72 млрд против $29 млрд потребительских кредитов). Из пассивов $135 млрд приходится на принятые депозитные вклады. Чистый процентный доход составил $4,03 млрд (доход $4,69 млрд, расход $0,65 млрд). 38 % выручки корпорации даёт непроцентный доход, включающий плату за брокерские, трастовые и инвестиционные услуги, обслуживание кредитных карт и депозитных счетов.

## Штаб-квартира
Штаб-квартира KeyCorp находится в Key Tower в Кливленде (127 Public Square, Cleveland, Ohio 44114-1306); корпорация арендует первые 12 этажей, а также три верхних этажа этого 57-этажного здания, построенного в начале 1990-х годов.